# Бэрд, Чарльз Уиллинг
Чарльз Уиллинг Бэрд (англ. Charles Willing Byrd; 26 июля 1770 — 25 августа 1828) — американский плантатор и государственный деятель, секретарь Северо-Западной территории (1800—1803), исполняющим обязанности губернатора Северо-Западной территории (1802—1803) и окружной судья окружного суда Соединенных Штатов по округу Огайо (1803—1828).

## Образование и карьера
Родился 26 июля 1770 года на плантации Уэстовер в округе Чарльз-Сити, колония Виргиния, Британская Америка. Бэрд читал закон в 1794 году вместе с Говернером Моррисом в Филадельфии, штат Пенсильвания, и был принят в коллегию адвокатов. Он был земельным агентом финансиста из Филадельфии Роберта Морриса в Лексингтоне, Кентукки, с 1794 по 1797 год. Он занимался частной практикой в Филадельфии с 1797 по 1799 год. Он был назначен секретарём Северо-Западной территории президентом Джоном Адамсом 3 октября 1799 года, занимая пост с 1799 по 1802 год. Бэрд принёс присягу перед губернатором Артуром Сент-Клером 26 февраля 1800 года. Работая секретарем Северо-Западной территории, Чарльз Уиллинг Бэрд также был делегатом округа Гамильтон на Конституционном съезде Огайо 1802 года. Он был исполняющим обязанности губернатора Северо-Западного края с 1802 по 1803 год. Бэрд служил секретарём Северо-Западной территории до тех пор, пока 1 марта 1803 года Огайо не стал штатом. Бэрд занимал пост территориального губернатора, пока Эдвард Тиффин не был должным образом избран губернатором штата Огайо 3 марта 1803 года. В 1803 году Чарльз Бэрд служил делегатом конституционного съезда Огайо.

## Федеральная судебная служба
После принятия Северо-Западной территории в состав Союза в качестве штата Огайо 1 марта 1803 года Чарльз Бэрд был назначен президентом Томасом Джефферсоном 1 марта 1803 года в Окружной суд Соединённых Штатов для округа Огайо на новое место. Он был утверждён Сенатом США 3 марта 1803 года и в тот же день получил комиссию. Его служба прекратилась 25 августа 1828 года из-за его смерти в Синкинг-Спринге, штат Огайо. Он был похоронен на старом сельском кладбище в Синкинг-Спринге.

### Известные случаи
На своём первом заседании суда Чарльз Бэрд участвовал в судебном процессе над Аароном Берром. В обвинительном заключении Берру и Харману Бленнерхассетту было предъявлено обвинение в том, что они начали экспедицию для ведения войны против Испании через Мексику, но в 1819 году обвинения в конечном итоге были сняты. Другим важным делом для суда было дело Осборна против Банка Соединённых Штатов, которое возникло в результате попытки Законодательного собрания Огайо облагать налогом филиалы банка в Цинциннати и Чилликоте, наложив ежегодный налог в размере 50 000 долларов с каждого филиала. Дело дошло до Верховного суда Соединённых Штатов, и налог был признан недействительным после дела Маккалок против Мэриленда.

## Семья
Чарльз Бэрд был сыном полковника Уильяма Бэрда III и Мэри Уиллинг Бэрд. Он также был внуком Уильяма Бэрда II, который считается основателем Ричмонда, штат Виргиния. Находясь на службе у Роберта Морриса в Кентукки, Берд женился на Саре Уотерс Мид, дочери друга своего отца, полковника Дэвида Мида, 6 апреля 1797 года. 8 июня 1807 года Бэрд и его жена купили у своего зятя, генерала Натаниэля Мэсси, участок площадью 600 акров (2,4 км2) в городке Монро, округ Адамс, штат Огайо, известный как Станция Бакай и Ураган Хилл. Дом Бёрдс располагался на хребте с видом на Кентукки и реку Огайо. После смерти жены 21 февраля 1815 года Чарльз Бэрд переехал в Чилликот, штат Огайо, где он жил и работал в течение года, прежде чем переехать в Вест-Юнион, штат Огайо. Живя в Вест-Юнион, Чарльз Бэрд женился на Ханне Майлз (умерла 14 августа 1839 г.) 8 марта 1818 года.

## Еда и пищевые привычки
Из своего дневника Бэрд показал крайнюю сознательность в вопросах физического здоровья и религии. Чарльз Бэрд купил район под названием «Синкинг-Спринг» в округе Хайленд, потому что считал, что вода там обладает лечебными свойствами, способствующими здоровью и долголетию. Он занимался диетой для себя и своей семьи. Возле своего места за обеденным столом Бэрд держал небольшие серебряные весы, на которых он взвешивал каждый предмет пищи, давая определённое количество жира, сахара и фосфатов для каждой порции, отданной себе и своей семье. Бэрд, вместе, по крайней мере, с одним из его сыновей, глубоко интересовался движением шейкеров и делал ему значительные пожертвования.

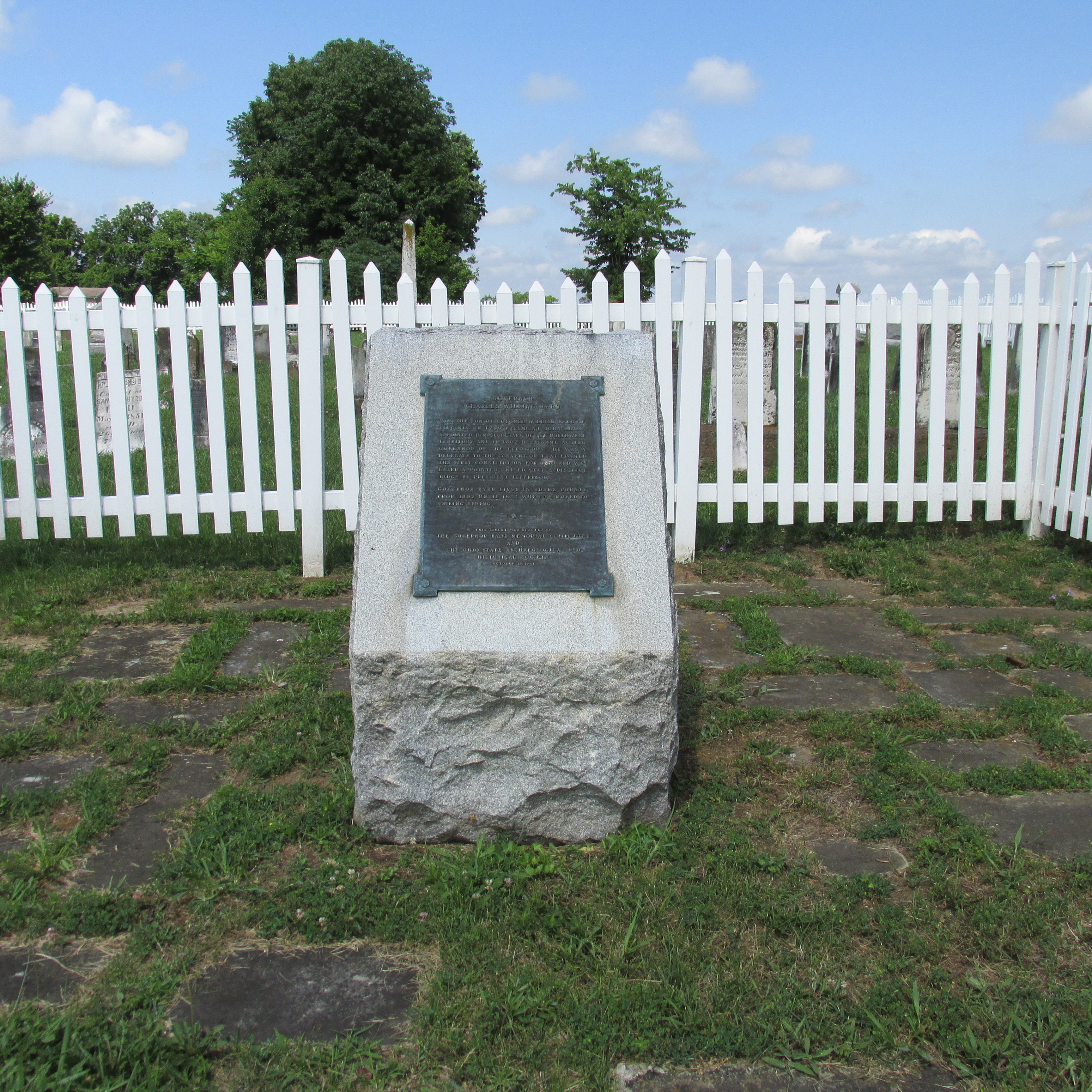
Памятный знак Чарльзу Бэрду, 19 октября 1941 год
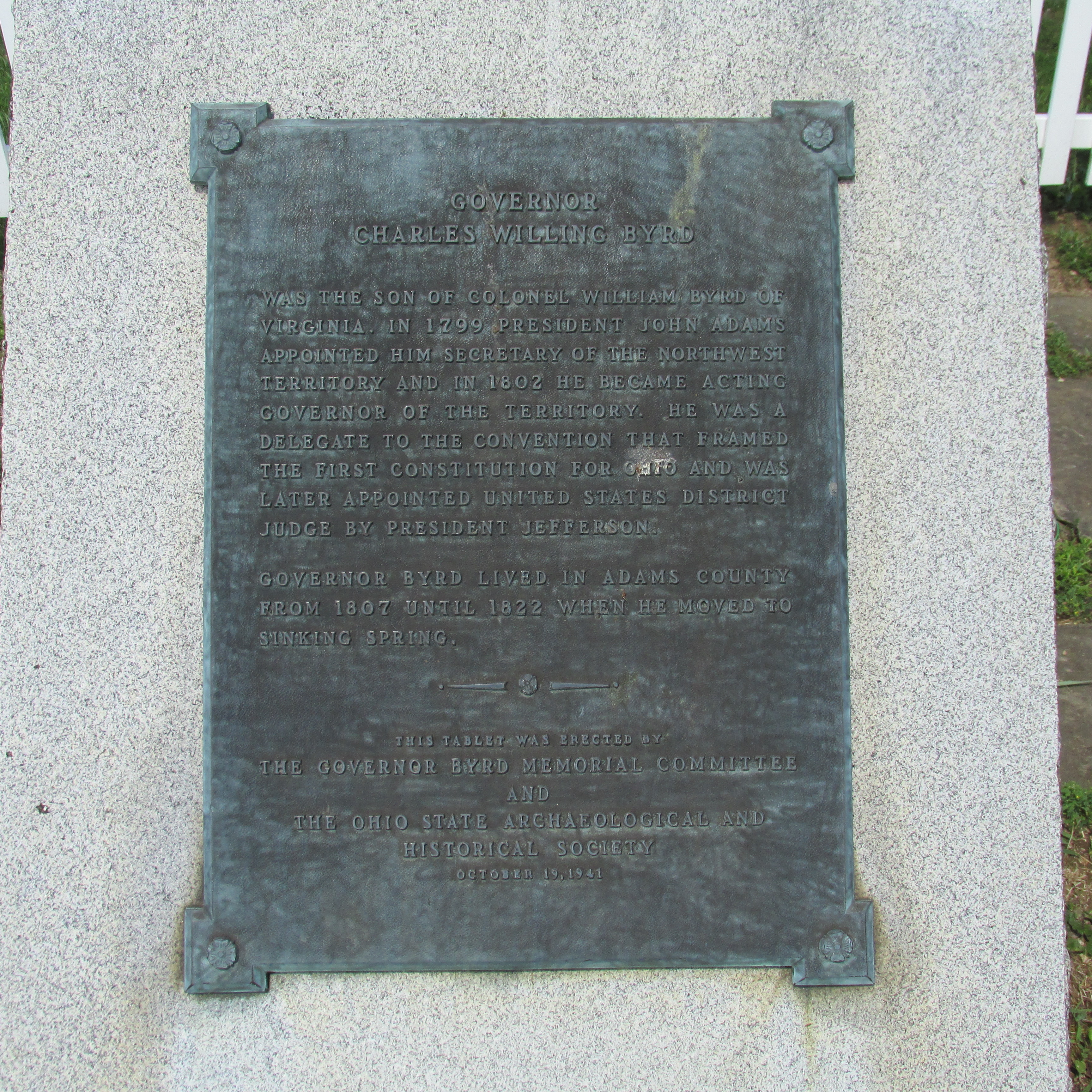
Мемориальная доска Чарльзу Бэрду, 19 октября 1941 год
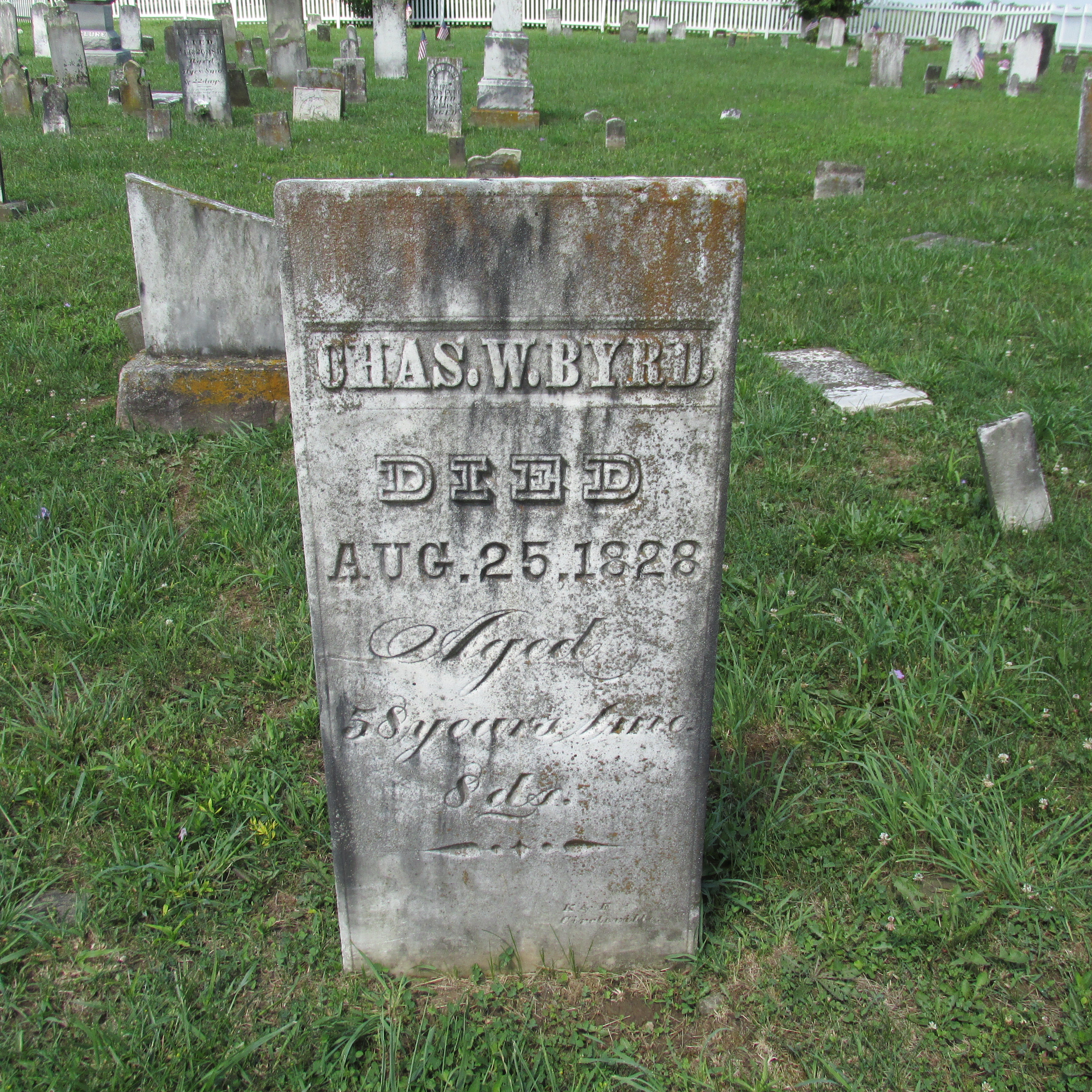
Надгробие Чарльза Бэрда